# سیارک ۱۰۷۸۵
سیارک ۱۰۷۸۵ (به انگلیسی: 10785 Dejaiffe، نامگذاری:1991RD12) ده هزار و هفتصد و هشتاد و پنجمین سیارک کشف شده‌است که در ۴ سپتامبر ۱۹۹۱ کشف شد.
قدر مطلق سیارک برابر ۱۳٫۵۰ است.